# Kreppa (Fluss)
Die Kreppa ist ein Gletscherfluss im isländischen Hochland. 

## Geografie
Der Fluss entspringt am Nordrand des Vatnajökull beim Brúarjökull und hat eine Länge von 60 km. Östlich von Hvannalindir fließt die Kreppa durch ein breites, tiefes Tal und mündet danach als rechter Nebenfluss in den Jökulsá á Fjöllum.

## Verkehr
In der Nähe des Herðubreið, nördlich der Upptyppingar, führt die Austurleið  über die Kreppa. Da der Fluss eine sehr kräftige Strömung hat, ist seine Querung abseits der Brücke schwierig.